# Prunay
Prunay è un comune francese di 979 abitanti situato nel dipartimento della Marna nella regione del Grande Est.

## Storia
Prunay fu un antico luogo di abitanti galli e celti, attestato dagli scavi condotti sul territorio. Il comune e la chiesa furono legati al convento di Verzy e a San Basolo.

## Società

### Evoluzione demografica
Abitanti censiti